# بخش اینزمسکی
بخش اینزمسکی (به لاتین: Inzensky District) یک منطقهٔ مسکونی در روسیه است که در استان اولیانوفسک واقع شده‌است.